# 跨音速

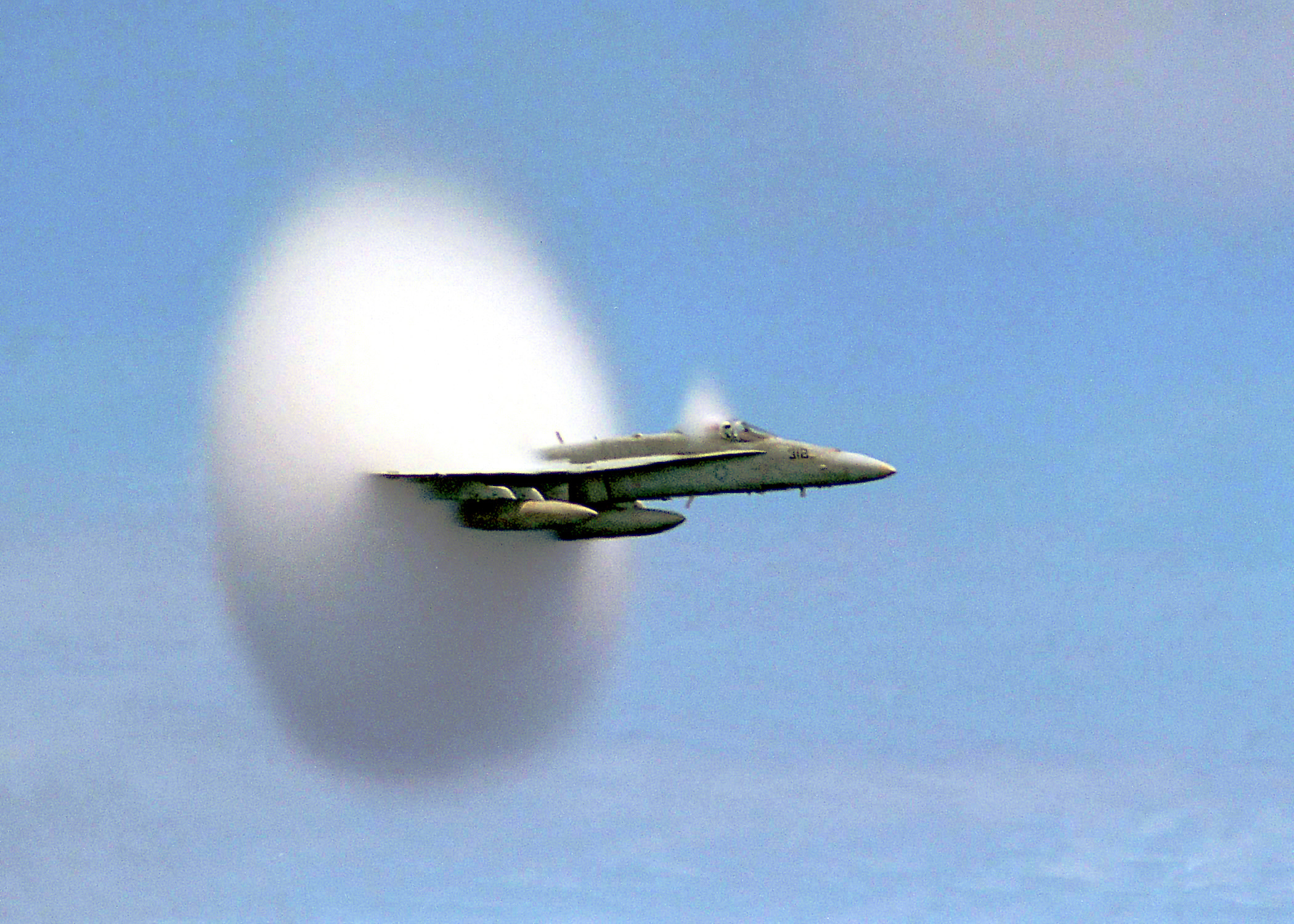
F/A-18以跨音速速度飛行

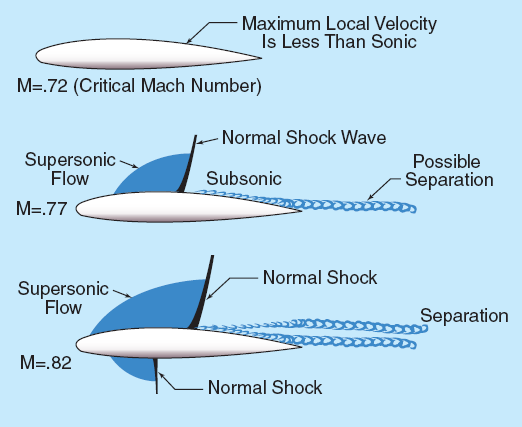
穿音速示意圖

跨音速（Transonic），或稱跨音速，是一個空氣動力學名詞，指的是一個正好在音速上下的速度範圍（約0.8–1.2馬赫）。其定義為臨界馬赫數（通常是0.8馬赫附近）與一個更高速度（通常是1.2馬赫）之間的速度範圍，在這之間的速度範圍，氣流有些是超音速，也有些是亞音速。當飛行器速度超過臨界馬赫數，此時飛行器周遭的空氣流開始有部分是超音速流，空氣力學上開始出現急遽的變化，例如震波的出現；而當飛行器速度達1.2馬赫時，此時所有氣流皆為超音速，周遭氣流變得穩定。
多數現代噴射飛機以可觀的時間處在跨音速飛行。因為一個常出現在這樣速度範圍，稱為波阻（wave drag）的效應而使這樣的飛行狀態顯得重要。試圖抵抗波阻效應的變革可在所有高速飛行器上見到；最顯著的是後掠翼（swept wing）的設計，但另一個常見的形式是黃蜂腰形的機身（wasp-waist fuselage，亦稱可樂瓶機身），作為Whitcomb面積律的副產品。

### 其他的流態（flow regime）
- 亞音速流
- 超音速流
- 超高音速流